# 大阪自由学院
大阪自由学院（おおさかじゆうがくいん）は、大阪市中央区に所在する音楽学校。
高卒＋音楽コース、音楽onlyコース、高卒onlyコースからなる。

## 概要
西日本初の音楽系サポート校として1997年（平成9年）に設立。
2012年から大阪府教育委員会認定の技能連携校となる。
名誉理事長はミュージシャンの故桑名正博。

高卒+音楽コースは、通信制高等学校の代々木高等学校と提携し、音楽を学びながら、高等学校の卒業資格を取得できる。音楽onlyコースは、中学校卒業以上の者を対象として、総合的な音楽のレッスンを提供する。両コースともに、ボーカル・ギター・ベース・ドラム・キーボード・ヒーリングピアノの、6つの科から専攻を選択できる。
高卒onlyコースは、高卒資格取得に特化したコースとなる。

また不登校の生徒や、高校中退者など、様々な諸問題を抱える生徒のサポートも、音楽を通じ積極的に行う。
平成25年3月22日より道頓堀に移転

## 所在地
- 大阪府大阪市中央区道頓堀1-1-15